# مسابقات آف‌رود

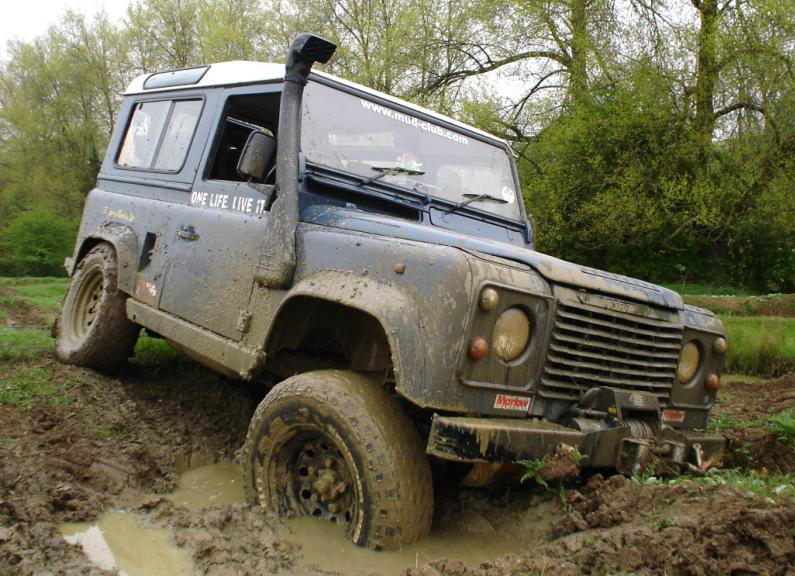
لندرور دیفندر ۹۰ در حال آفرود

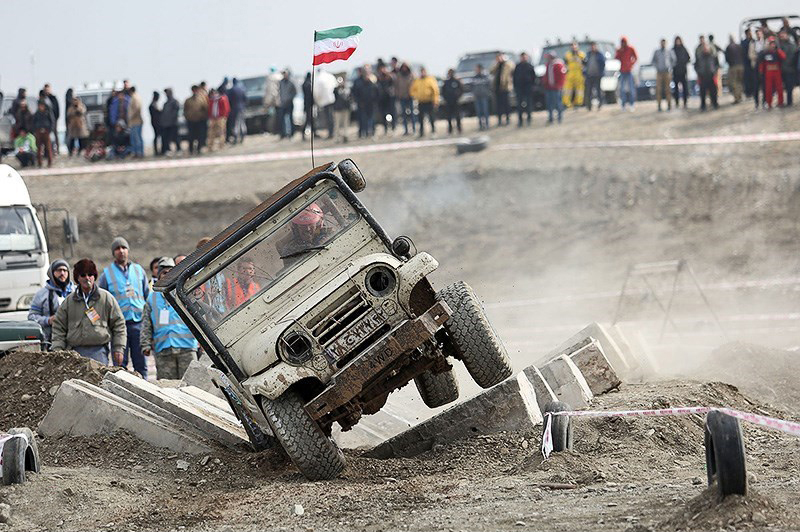
مسابقات آفرود قهرمانی کشور در مشهد

بیراهه‌نوردی یا بیابان‌نوردی یا مسابقات آفرُوْد (به انگلیسی: off-roading) گونه‌ای از مسابقات اتومبیل‌رانی هستند که در پیست‌های دارای عوارض دشوار طبیعی (و نه همیشه در میان مناطق بکر طبیعی) برگزار می‌شوند. از نمونه‌های تکامل‌یافتهٔ مسابقات بیراهه‌نوردی می‌توان به رالی داکار اشاره کرد.
در این نوع از مسابقات معمولاً از خودروهای شاسی‌بلند (اس‌یووی: SUV) استفاده می‌شود، و این مسابقات فرصت مناسبی برای خودروسازان بزرگ تولیدکنندهٔ خودروهای شاسی‌بلندی چون تویوتا لندکروزر، میتسوبیشی پاجرو، جیپ، رنج‌روور، لندرور، نیسان پاترول و… هستند تا قدرت، سرعت و تکنولوژی محصولات جدیدشان را نمایش دهند و برای به دست آوردن مشتریان بیشتر به رقابت بپردازند.

## مسیرها
معمولاً این مسابقات در مسیرهای خاکی، گِلی، صخره‌ای و ناهموار شنی و کویری برگزار می‌شود. پیروزی هر گروه در این مسابقات بستگی به قدرت موتور، توان جعبه‌دنده، مقاومت شاسی و البته مهارت راننده و نقشه‌خوان در مسیرهای سخت دارد.

## پتانسیل بیراهه‌نوردی در ایران
ایران به لحاظ دارا بودن پتانسیل‌های فراوان در زمینهٔ طبیعت‌گردی و نیز دارا بودن اقلیم‌های متفاوت، دارای کویرهای معروف لوت و مرکزی است و از سوی دیگر به جهت دارا بودن بخش‌های کوهستانی و جنگلی بستر مناسبی را برای صنعت بیراهه‌نوردی در اختیار همگان قرار داده است.

## نمایشگاه بیراهه‌نوردی در ایران
به لحاظ آشنایی با این صنعت و نیز ملاقات دست‌اندرکاران این صنعت با استفاده‌کنندگان نمایشگاه‌هایی در ایران برگزار می‌گردد که شامل اتومبیل‌های مربوط و مورداستفاده و نیز وسایل موردنیاز سفرهای آف‌رودی هستند. در عموم این نمایشگاه‌ها رقابت‌کنندگان با دستاوردهای روز آشنا می‌شوند و در کنار نمایشگاه، مسابقاتی نیز برگزار می‌شود. یکی از این نمایشگاه ها نمایشگاه سفر و آفرود و کمپینگ و ماجراجویی است که با نام ocafair شناخته می شود

## صنعت بیراهه‌نوردی در ایران
با توجه به اینکه صنعت بیراهه‌نوردی صنعتی نو در ایران است، اکثر کالاهای موجود در این صنعت کالاهایی وارداتی از سایر کشورها هستند که برای استفاده در کویر یا جنگل وارد ایران می‌شوند.